# Matacoix
Matacoix, o Mata de Coix, és una extensa partida rural del terme municipal d'Abella de la Conca, a la comarca del Pallars Jussà. És dins de l'àmbit de l'antic poble de la Torre d'Eroles.
Està situada en el vessant meridional de la Serra de Carreu, al sud-est i a sota del Cap de Carreu i al sud del Pical Ras, al nord de la Torre d'Eroles. En formen part la meitat oriental de Casa Girvàs, Casa Junquer i Casa Coix, que li cedeix el nom.
Es tractava d'una partida boscosa, despoblada en el gran incendi de l'agost del 1978.
La partida comprèn les parcel·les 66, 70 a 72, 91, 128 i 150 del polígon 4 d'Abella de la Conca; consten de 130,9847 amb patures i zones de matoll i de bosquina.Hi consta com a Mata.

## Etimologia
El nom procedeix de l'ús antic, sobretot pirinenc, de la paraula mata per a designar boscos de força extensió i espessor, com diu Joan Coromines, afegit al de Coix, nom de l'antic propietari del lloc (Casa Coix era una masia molt propera a aquest lloc). El bosc és desaparegut del lloc, però en queda el topònim.